# Copa Davis de 2018
A Copa Davis de 2018 (2018 Davis Cup by BNP Paribas) foi a 107ª edição da principal competição do tênis masculino. Terá início em 2 de fevereiro e sua final será em 25 de novembro. No grupo mundial, 16 equipes disputam o título.

## Grupo Mundial
| Equipes Participantes | Equipes Participantes | Equipes Participantes | Equipes Participantes |
| Argentina             | Austrália             | Bélgica               | Canadá                |
| Croácia               | Estados Unidos        | França                | Alemanha              |
| Reino Unido           | Hungria               | Itália                | Japão                 |
| Cazaquistão           | Países Baixos         | Sérvia                | Suíça                 |
| --------------------- | --------------------- | --------------------- | --------------------- |

### Jogos
|  |                                      |                                  |                                      |                                            |   |                                  |                                 |                                 |  |  |                                |                                |                                |  |  |                           |                           |                           |
|  | Primeira fase 2 a 4 de fevereiro     | Primeira fase 2 a 4 de fevereiro | Primeira fase 2 a 4 de fevereiro     |                                            |   | Quartas de final 6 a 8 de abril  | Quartas de final 6 a 8 de abril | Quartas de final 6 a 8 de abril |  |  | Semifinais 14 a 16 de setembro | Semifinais 14 a 16 de setembro | Semifinais 14 a 16 de setembro |  |  | Final 23 a 25 de novembro | Final 23 a 25 de novembro | Final 23 a 25 de novembro |
|  | Primeira fase 2 a 4 de fevereiro     | Primeira fase 2 a 4 de fevereiro | Primeira fase 2 a 4 de fevereiro     |                                            |   | Quartas de final 6 a 8 de abril  | Quartas de final 6 a 8 de abril | Quartas de final 6 a 8 de abril |  |  | Semifinais 14 a 16 de setembro | Semifinais 14 a 16 de setembro | Semifinais 14 a 16 de setembro |  |  | Final 23 a 25 de novembro | Final 23 a 25 de novembro | Final 23 a 25 de novembro |
|  | Albertville, França – duro (coberto) |                                  |                                      |                                            |   |                                  |                                 |                                 |  |  |                                |                                |                                |  |  |                           |                           |                           |
|  |                                      |                                  |                                      |                                            |   |                                  |                                 |                                 |  |  |                                |                                |                                |  |  |                           |                           |                           |
|  | 1                                    | França                           | 3                                    |                                            |   |                                  |                                 |                                 |  |  |                                |                                |                                |  |  |                           |                           |                           |
|  | 1                                    | França                           | 3                                    | Gênova, Itália – saibro                    |   |                                  |                                 |                                 |  |  |                                |                                |                                |  |  |                           |                           |                           |
|  |                                      | Países Baixos                    | 1                                    |                                            |   |                                  |                                 |                                 |  |  |                                |                                |                                |  |  |                           |                           |                           |
|  |                                      | Países Baixos                    | 1                                    |                                            | 1 | França                           | 3                               |                                 |  |  |                                |                                |                                |  |  |                           |                           |                           |
|  | Morioka, Japão – duro (coberto)      |                                  |                                      |                                            | 1 | França                           | 3                               |                                 |  |  |                                |                                |                                |  |  |                           |                           |                           |
|  |                                      |                                  | 8                                    | Itália                                     | 1 |                                  |                                 |                                 |  |  |                                |                                |                                |  |  |                           |                           |                           |
|  | 8                                    | Itália                           | 8                                    | Itália                                     | 1 | 3                                |                                 |                                 |  |  |                                |                                |                                |  |  |                           |                           |                           |
|  | 8                                    | Itália                           |                                      |                                            |   | 3                                | Lille, França – duro (coberto)  |                                 |  |  |                                |                                |                                |  |  |                           |                           |                           |
|  |                                      | Japão                            | 1                                    |                                            |   |                                  |                                 |                                 |  |  |                                |                                |                                |  |  |                           |                           |                           |
|  |                                      | Japão                            | 1                                    |                                            | 1 | França                           | 3                               |                                 |  |  |                                |                                |                                |  |  |                           |                           |                           |
|  | Marbella, Espanha – saibro           |                                  |                                      |                                            | 1 | França                           | 3                               |                                 |  |  |                                |                                |                                |  |  |                           |                           |                           |
|  |                                      |                                  |                                      | Espanha                                    | 2 |                                  |                                 |                                 |  |  |                                |                                |                                |  |  |                           |                           |                           |
|  | 3                                    | Grã-Bretanha                     | 1                                    | Espanha                                    | 2 |                                  |                                 |                                 |  |  |                                |                                |                                |  |  |                           |                           |                           |
|  | 3                                    | Grã-Bretanha                     | 1                                    | Valência, Espanha – saibro                 |   |                                  |                                 |                                 |  |  |                                |                                |                                |  |  |                           |                           |                           |
|  |                                      | Espanha                          | 3                                    |                                            |   |                                  |                                 |                                 |  |  |                                |                                |                                |  |  |                           |                           |                           |
|  |                                      | Espanha                          | 3                                    |                                            |   | Espanha                          | 3                               |                                 |  |  |                                |                                |                                |  |  |                           |                           |                           |
|  | Brisbane, Austrália – duro           |                                  |                                      |                                            |   | Espanha                          | 3                               |                                 |  |  |                                |                                |                                |  |  |                           |                           |                           |
|  |                                      |                                  |                                      | Alemanha                                   | 2 |                                  |                                 |                                 |  |  |                                |                                |                                |  |  |                           |                           |                           |
|  | 6                                    | Austrália                        | 1                                    | Alemanha                                   | 2 |                                  |                                 |                                 |  |  |                                |                                |                                |  |  |                           |                           |                           |
|  | 6                                    | Austrália                        | 1                                    |                                            |   | Lille, França – saibro (coberto) |                                 |                                 |  |  |                                |                                |                                |  |  |                           |                           |                           |
|  |                                      | Alemanha                         | 3                                    |                                            |   |                                  |                                 |                                 |  |  |                                |                                |                                |  |  |                           |                           |                           |
|  |                                      | Alemanha                         | 3                                    |                                            | 1 | França                           | 1                               |                                 |  |  |                                |                                |                                |  |  |                           |                           |                           |
|  | Astana, Cazaquistão – duro (coberto) |                                  |                                      |                                            | 1 | França                           | 1                               |                                 |  |  |                                |                                |                                |  |  |                           |                           |                           |
|  |                                      |                                  | 4                                    | Croácia                                    | 3 |                                  |                                 |                                 |  |  |                                |                                |                                |  |  |                           |                           |                           |
|  |                                      | Cazaquistão                      | 4                                    | Croácia                                    | 3 | 4                                |                                 |                                 |  |  |                                |                                |                                |  |  |                           |                           |                           |
|  |                                      | Cazaquistão                      | Varaždin, Croácia – saibro (coberto) |                                            |   | 4                                |                                 |                                 |  |  |                                |                                |                                |  |  |                           |                           |                           |
|  | 5                                    | Suíça                            | 1                                    |                                            |   |                                  |                                 |                                 |  |  |                                |                                |                                |  |  |                           |                           |                           |
|  | 5                                    | Suíça                            | 1                                    |                                            |   |                                  | Cazaquistão                     | 1                               |  |  |                                |                                |                                |  |  |                           |                           |                           |
|  | Osijek, Croácia – saibro (coberto)   |                                  |                                      |                                            |   |                                  | Cazaquistão                     | 1                               |  |  |                                |                                |                                |  |  |                           |                           |                           |
|  |                                      |                                  | 4                                    | Croácia                                    | 3 |                                  |                                 |                                 |  |  |                                |                                |                                |  |  |                           |                           |                           |
|  |                                      | Canadá                           | 4                                    | Croácia                                    | 3 | 1                                |                                 |                                 |  |  |                                |                                |                                |  |  |                           |                           |                           |
|  |                                      | Canadá                           |                                      |                                            |   | 1                                | Zadar, Croácia – saibro         |                                 |  |  |                                |                                |                                |  |  |                           |                           |                           |
|  | 4                                    | Croácia                          | 3                                    |                                            |   |                                  |                                 |                                 |  |  |                                |                                |                                |  |  |                           |                           |                           |
|  | 4                                    | Croácia                          | 3                                    |                                            |   | 4                                | Croácia                         | 3                               |  |  |                                |                                |                                |  |  |                           |                           |                           |
|  | Nis, Sérvia – saibro (coberto)       |                                  |                                      |                                            |   | 4                                | Croácia                         | 3                               |  |  |                                |                                |                                |  |  |                           |                           |                           |
|  |                                      |                                  |                                      | Estados Unidos                             | 2 |                                  |                                 |                                 |  |  |                                |                                |                                |  |  |                           |                           |                           |
|  |                                      | Estados Unidos                   | 3                                    | Estados Unidos                             | 2 |                                  |                                 |                                 |  |  |                                |                                |                                |  |  |                           |                           |                           |
|  |                                      | Estados Unidos                   | 3                                    | Nashville, Estadoa Unidos – duro (coberto) |   |                                  |                                 |                                 |  |  |                                |                                |                                |  |  |                           |                           |                           |
|  | 7                                    | Sérvia                           | 1                                    |                                            |   |                                  |                                 |                                 |  |  |                                |                                |                                |  |  |                           |                           |                           |
|  | 7                                    | Sérvia                           | 1                                    |                                            |   |                                  | Estados Unidos                  | 4                               |  |  |                                |                                |                                |  |  |                           |                           |                           |
|  | Liège, Bélgica – duro (coberto)      |                                  |                                      |                                            |   |                                  | Estados Unidos                  | 4                               |  |  |                                |                                |                                |  |  |                           |                           |                           |
|  |                                      |                                  | 2                                    | Bélgica                                    | 0 |                                  |                                 |                                 |  |  |                                |                                |                                |  |  |                           |                           |                           |
|  |                                      | Hungria                          | 2                                    | Bélgica                                    | 0 | 2                                |                                 |                                 |  |  |                                |                                |                                |  |  |                           |                           |                           |
|  |                                      | Hungria                          |                                      |                                            |   |                                  |                                 |                                 |  |  |                                |                                |                                |  |  |                           |                           |                           |
|  | 2                                    | Bélgica                          | 3                                    |                                            |   |                                  |                                 |                                 |  |  |                                |                                |                                |  |  |                           |                           |                           |
|  | 2                                    | Bélgica                          | 3                                    |                                            |   |                                  |                                 |                                 |  |  |                                |                                |                                |  |  |                           |                           |                           |

## Repescagem
As partidas da repescagem acontecerá em setembro, entre os perdedores da 1ª rodada do Grupo Mundial e os vencedores do Grupo I dos zonais continentais.
| Local       | Time 1      | Placar | Time 2               |
| ----------- | ----------- | ------ | -------------------- |
| Cazaquistão | Reino Unido | 3 x 1  | Uzbequistão          |
| Sérvia      | Sérvia      | 4 x 0  | Índia                |
| Canadá      | Canadá      | 3 x 1  | Países Baixos        |
| Suíça       | Suíça       | 2 x 3  | Suécia               |
| Argentina   | Argentina   | 4 x 0  | Colômbia             |
| Áustria     | Áustria     | 3 x 1  | Austrália            |
| Hungria     | Hungria     | 2 x 3  | Tchéquia             |
| Japão       | Japão       | 4 x 0  | Bósnia e Herzegovina |

## Zona Americana

### Grupo I
| Cabeças de chave: 1. Argentina 2. Brasil | Demais nações: - Barbados - República Dominicana - Equador - Chile - Colômbia |

#### Jogos
|                                                  | 2ª Rodada Play-offs 14 e 15 de setembro          | 2ª Rodada Play-offs 14 e 15 de setembro          | 2ª Rodada Play-offs 14 e 15 de setembro          |                                                  |  | 1ª Rodada Play-offs 6 e 7 de abril | 1ª Rodada Play-offs 6 e 7 de abril | 1ª Rodada Play-offs 6 e 7 de abril |          |                      | 1ª Rodada 2 e 3 de fevereiro | 1ª Rodada 2 e 3 de fevereiro | 1ª Rodada 2 e 3 de fevereiro |          |                                                                 | 2ª Rodada 6 e 7 de abril                                        | 2ª Rodada 6 e 7 de abril                                        | 2ª Rodada 6 e 7 de abril                                        |                                                                 |           |
|                                                  |                                                  |                                                  |                                                  |                                                  |  |                                    |                                    |                                    |          |                      |                              |                              |                              |          |                                                                 |                                                                 |                                                                 |                                                                 |                                                                 |           |
|                                                  |                                                  |                                                  |                                                  |                                                  |  |                                    |                                    |                                    |          |                      |                              |                              |                              |          |                                                                 |                                                                 |                                                                 |                                                                 |                                                                 |           |
|                                                  |                                                  |                                                  |                                                  |                                                  |  |                                    |                                    |                                    |          |                      | 1                            | Argentina                    |                              |          |                                                                 |                                                                 |                                                                 |                                                                 |                                                                 |           |
|                                                  |                                                  |                                                  |                                                  |                                                  |  |                                    |                                    |                                    |          |                      |                              | bye                          |                              |          |                                                                 | Argentina                                                       | Argentina                                                       | Argentina                                                       | Argentina                                                       | Argentina |
|                                                  |                                                  |                                                  |                                                  |                                                  |  |                                    | bye                                |                                    |          |                      |                              |                              |                              |          | 1                                                               | Argentina                                                       | 3                                                               |                                                                 |                                                                 |           |
|                                                  |                                                  |                                                  |                                                  |                                                  |  |                                    | Equador                            |                                    |          | Chile                | Chile                        | Chile                        | Chile                        |          |                                                                 | Chile                                                           | 2                                                               |                                                                 |                                                                 |           |
|                                                  |                                                  |                                                  |                                                  |                                                  |  |                                    |                                    |                                    |          |                      | Chile                        | 3                            |                              |          |                                                                 |                                                                 |                                                                 |                                                                 |                                                                 |           |
|                                                  |                                                  |                                                  |                                                  |                                                  |  |                                    |                                    |                                    |          |                      | Equador                      | 1                            |                              |          |                                                                 |                                                                 |                                                                 |                                                                 |                                                                 |           |
|                                                  |                                                  | Barbados                                         | 0                                                |                                                  |  |                                    |                                    |                                    |          |                      |                              |                              |                              |          |                                                                 |                                                                 |                                                                 |                                                                 |                                                                 |           |
|                                                  |                                                  | Equador                                          | 4                                                |                                                  |  |                                    |                                    |                                    |          | Barbados             | Barbados                     | Barbados                     | Barbados                     | Barbados |                                                                 |                                                                 |                                                                 |                                                                 |                                                                 |           |
|                                                  |                                                  |                                                  |                                                  |                                                  |  |                                    |                                    |                                    |          |                      |                              | Colômbia                     | 4                            |          |                                                                 |                                                                 |                                                                 |                                                                 |                                                                 |           |
|                                                  |                                                  |                                                  |                                                  |                                                  |  | Barbados                           | Barbados                           | Barbados                           | Barbados |                      |                              | Barbados                     | 0                            |          |                                                                 | Colômbia                                                        | Colômbia                                                        | Colômbia                                                        | Colômbia                                                        | Colômbia  |
|                                                  |                                                  |                                                  |                                                  |                                                  |  | Barbados                           | 0                                  |                                    |          |                      |                              |                              |                              |          | Colômbia                                                        | 3                                                               |                                                                 |                                                                 |                                                                 |           |
|                                                  |                                                  |                                                  |                                                  |                                                  |  |                                    | República Dominicana               | 4                                  |          | República Dominicana | República Dominicana         | República Dominicana         | República Dominicana         |          | 2                                                               | Brasil                                                          | 2                                                               |                                                                 |                                                                 |           |
|                                                  |                                                  |                                                  |                                                  |                                                  |  |                                    |                                    |                                    |          |                      | República Dominicana         | 2                            |                              |          |                                                                 |                                                                 |                                                                 |                                                                 |                                                                 |           |
|                                                  |                                                  |                                                  |                                                  |                                                  |  |                                    |                                    |                                    |          |                      | 2                            | Brasil                       | 3                            |          |                                                                 |                                                                 |                                                                 |                                                                 |                                                                 |           |
| Barbados está rebaixado para o Grupo II em 2019. | Barbados está rebaixado para o Grupo II em 2019. | Barbados está rebaixado para o Grupo II em 2019. | Barbados está rebaixado para o Grupo II em 2019. | Barbados está rebaixado para o Grupo II em 2019. |  |                                    |                                    |                                    |          |                      |                              |                              |                              |          | Argentina e Colômbia avançam para a Repescagem do Grupo Mundial | Argentina e Colômbia avançam para a Repescagem do Grupo Mundial | Argentina e Colômbia avançam para a Repescagem do Grupo Mundial | Argentina e Colômbia avançam para a Repescagem do Grupo Mundial | Argentina e Colômbia avançam para a Repescagem do Grupo Mundial |           |

### Grupo II
| Cabeças de chave: 1. Venezuela 2. Uruguai 3. México 4. El Salvador | Demais nações: - Bolívia - Guatemala - Peru - Porto Rico |

### Grupo III
| - Bahamas - Bermuda - Paraguai - Costa Rica - Cuba | - Honduras - Jamaica - Panamá - Trinidad e Tobago |

## Zona Ásia/Oceania

### Grupo I
| Cabeças de chave: 1. Índia 2. Uzbequistão | Demais nações: - China - Nova Zelândia - Paquistão - Taipé Chinês |

### Grupo II
| Cabeças de chave: 1. Coreia do Sul 2. Tailândia 3. Filipinas 4. Indonésia | Demais nações: - Kuwait - Malásia - Vietnã - Sri Lanka |

### Grupo III
| - Camboja - Hong Kong - Irã - Líbano - Oceania-Pacífico | - Qatar - Síria - Singapura - Turcomenistão |

### Grupo IV
| - Bahrein - Iraque - Jordânia - Mongólia - Mianmar | - Omã - Arábia Saudita - Tadjiquistão - Emirados Árabes Unidos |

## Zona Europa/África

### Grupo I
| Cabeças de chave: 1. Espanha 2. Eslováquia 3. Países Baixos 4. Ucrânia | Demais nações: \| - Áustria - Hungria - Israel - Portugal \| - Romênia - Rússia - Eslovênia - Suécia \| |
| - Áustria - Hungria - Israel - Portugal                                | - Romênia - Rússia - Eslovênia - Suécia                                                                 |

### Grupo II
| Cabeças de chave: 1. Lituânia 2. Dinamarca 3. Bielorrússia 4. Bulgária 5. Bósnia e Herzegovina 6. Letônia 7. Finlândia 8. África do Sul | Demais nações: - Egito - Geórgia - Luxemburgo - Mónaco - Noruega - Tunísia - Turquia - Zimbábue |

### Grupo III Europa
| - Moldávia - Irlanda - Chipre - Estônia - Montenegro - Grécia - Islândia | - São Marinho - Macedônia - Malta - Armênia - Noruega - Kosovo - Andorra |

### Grupo III África
| - Argélia - Benim - Botsuana - Camarões - Madagáscar - Marrocos | - Quênia - Moçambique - Namíbia - Nigéria |